# Montigny-sur-Vence
Montigny-sur-Vence település Franciaországban, Ardennes megyében. Lakosainak száma 220 fő (2022. január 1.). Montigny-sur-Vence Hagnicourt, Mazerny, Poix-Terron, Raillicourt, Touligny és Villers-le-Tourneur községekkel határos.

## Népesség
A település népességének változása:
| Lakosok száma | 152  | 117  | 151  | 208  | 215  | 231  | 243  | 255  | 244  | 220  |
|               | 1968 | 1982 | 1990 | 2006 | 2013 | 2015 | 2017 | 2019 | 2020 | 2022 |